# St James's Square
St James's Square è l'unica piazza nel quartiere di St. James's della City of Westminster, a Londra, ed è una piazza giardino. I suoi edifici sono per la maggior parte in stile georgiano e neo-georgiano. Per i suoi primi duecento anni circa è stata una delle tre o quattro strade residenziali più alla moda di Londra. Ora è sede di una serie di aziende ben note, tra cui BP e Rio Tinto Group, di quattro club per gentiluomini, dell'East India Club, del Naval and Military Club, del Canning Club e dell'Army and Navy Club, dell'Alto Commissariato di Cipro, della London Library e del think tank globale e promotore della pace Chatham House.
Una caratteristica principale è un'alta statua equestre di Guglielmo III eretta nel 1808.

## Storia
Nel 1662 Carlo II estese un contratto di locazione sui 18 ettari di Pall Mall (St James's) Field a Henry Jermyn, I conte di St Albans fino al 1720 e poco dopo il conte iniziò a disporre la proprietà per lo sviluppo. Il conte chiese al re che la classe di occupanti che entrambi speravano di attirare nel nuovo distretto non avrebbe preso case senza la prospettiva di acquisirle definitivamente, e nel 1665 il re concesse la piena proprietà del sito di St. James's Square e alcune parti del terreno strettamente adiacenti ai fiduciari del conte. La posizione era comoda per la vicinanza dei palazzi reali di Whitehall e St James. Le case sui lati est, nord e ovest della piazza furono presto sviluppate, ognuna delle quali costruita separatamente come era consuetudine a quel tempo.

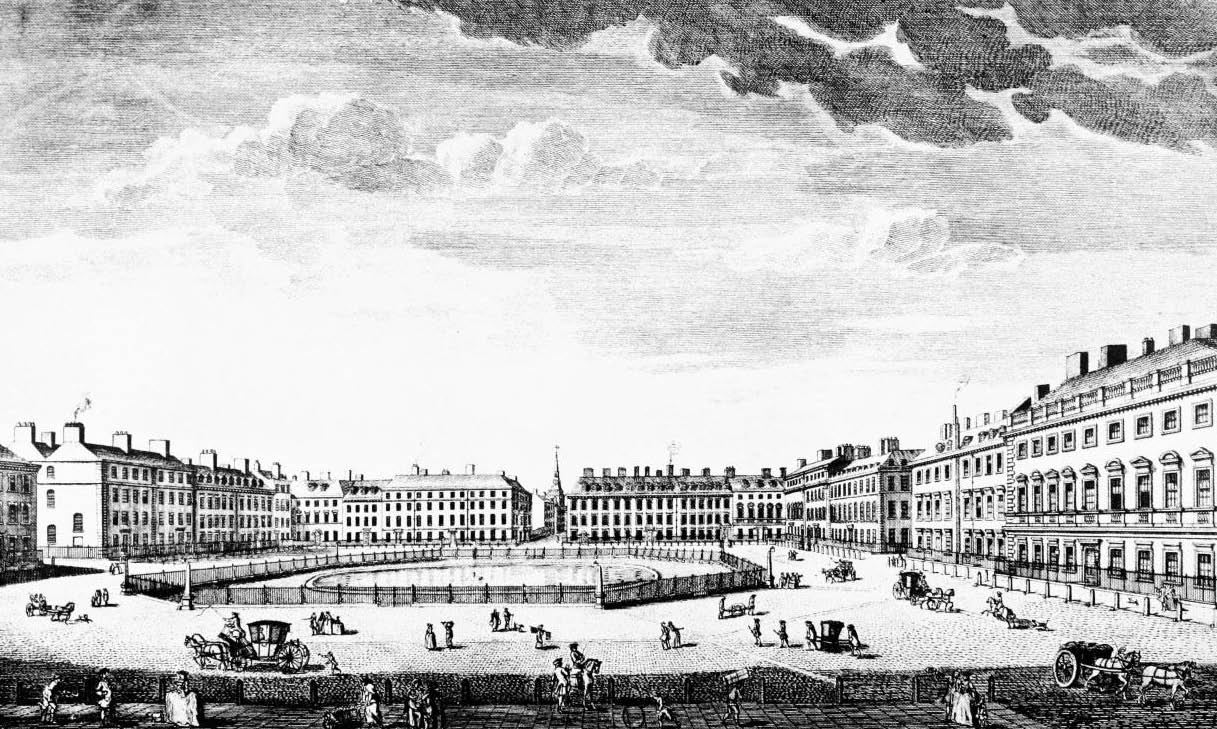
St James's Square nel 1752 circa.

Negli anni 1720 vi risiedevano sette duchi e sette conti. I lati est, nord e ovest della piazza contenevano alcune delle case più desiderabili di Londra. A prima vista non sembravano molto diverse dalla maggior parte delle altre case nelle zone alla moda del West End, ma questo era ingannevole. Le finestre erano più distanziate rispetto alla maggior parte, i soffitti erano alti e trame profonde e una pianificazione ingegnosa avevano permesso ad alcune delle case di contenere davvero una grande quantità di alloggi. Alcune delle case avevano interni raffinati di importanti architetti come Matthew Brettingham, Robert Adam e John Soane.
Il lato meridionale della piazza era molto più modesto. I lotti erano profondi appena 18 metri e larghi in media 6,6 metri. Originariamente si affacciavano su Pall Mall e avevano la numerazione di quella strada (le ricostruzioni moderne, che sono per lo più uffici, hanno facciate sia sulla piazza che sulla strada). I residenti di queste case non potevano essere fiduciari del trust che amministrava la piazza e nemmeno usare il giardino centrale. L'idea di comprare, demolire le case e lasciare lo spazio aperto al Pall Mall venne sollevata più di una volta, ma mai attuata.
Le cose iniziarono a cambiare negli anni 1830 con l'arrivo dei club-house, e nel 1844 The Builder commentò che la piazza stava perdendo influenza e che la moda stava migrando a Belgravia. Nel 1857 la piazza ospitava una banca, una società di assicurazioni, due uffici governativi, la London Library, due pensioni e tre club. Tuttavia, alcune delle case continuarono ad essere occupate dalla gente alla moda e benestante anche nel XX secolo.

## Indirizzi

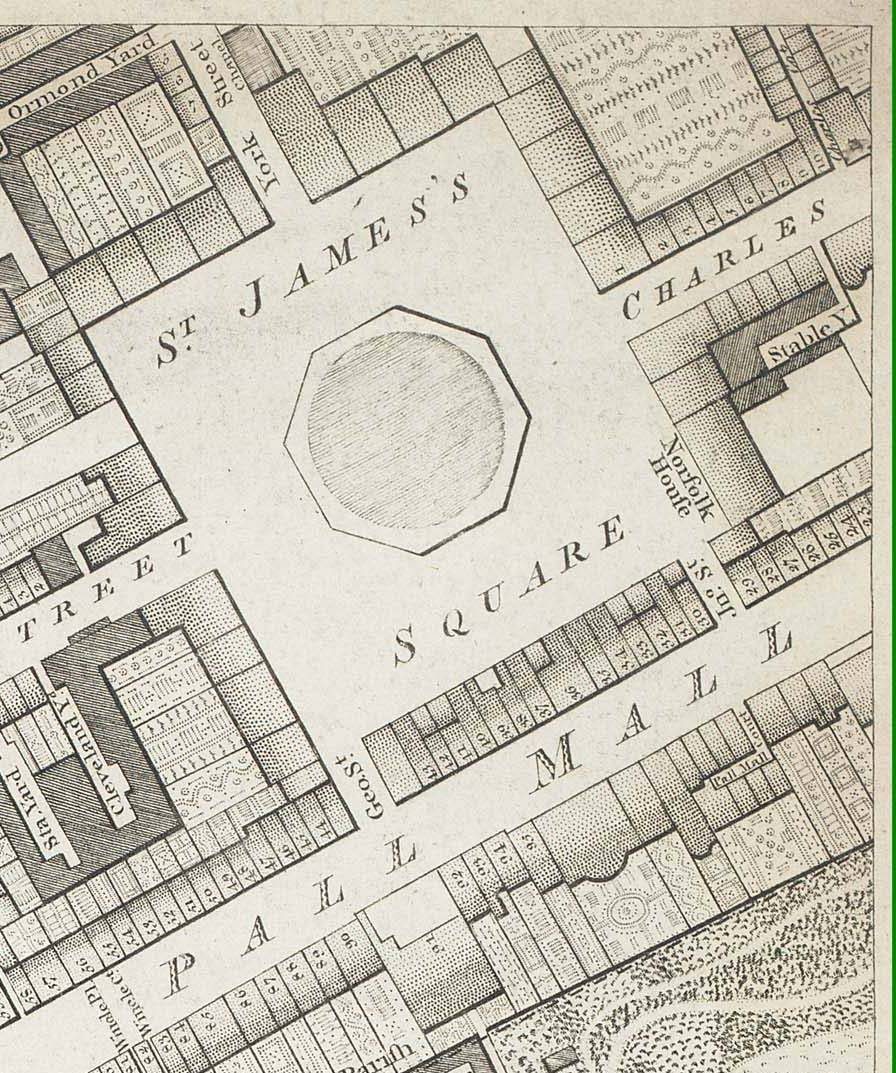
St James's Square nel 1799

La numerazione inizia con il numero 1 a nord di Charles Street sul lato orientale della piazza e procede in senso antiorario fino al numero 21. La sede del club dell'Esercito e della Marina occupa gli ex siti del numero 22, una casa adiacente più piccola che potrebbe aver avuto un numero di George Street, e diverse ex case a Pall Mall. Norfolk House all'estremità meridionale della piazza è il numero 31 e le due case a nord sono i numeri 32 e 33. Una piccola casa nell'angolo della piazza a sud di Norfolk House, originariamente numerata in John Street, e la casa adiacente in Pall Mall, sono state unite e assegnate al numero 31A.
Le case più piccole lungo il lato meridionale avevano i numeri di Pall Mall fino al 1884. Questo blocco è ora occupato da un misto di edifici del XIX e XX secolo, completamente costruiti fino ai marciapiedi su entrambi i lati. Alcuni di loro hanno l'ingresso principale in Pall Mall e altri nella piazza, e ci sono due serie separate di numeri. I numeri nel quadrato vanno da 22A a 30, con alcune omissioni.

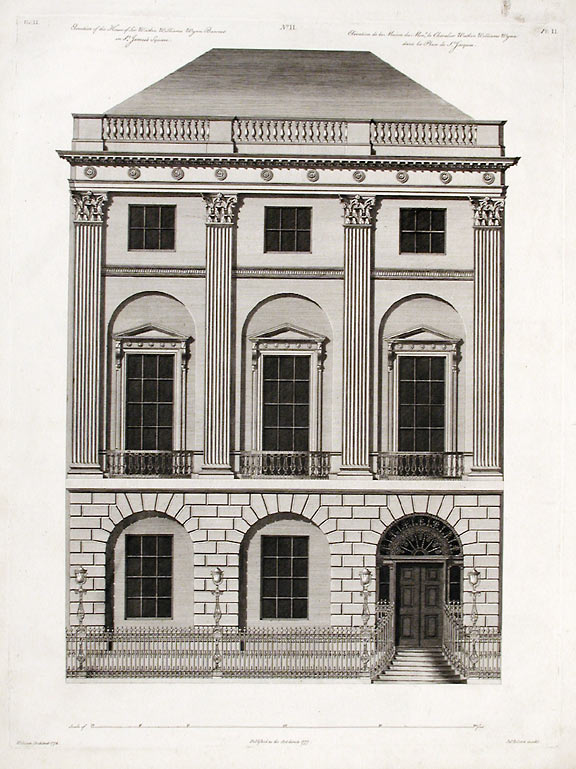
La facciata del n. 20 su progetto di Robert Adam.

## Giardini

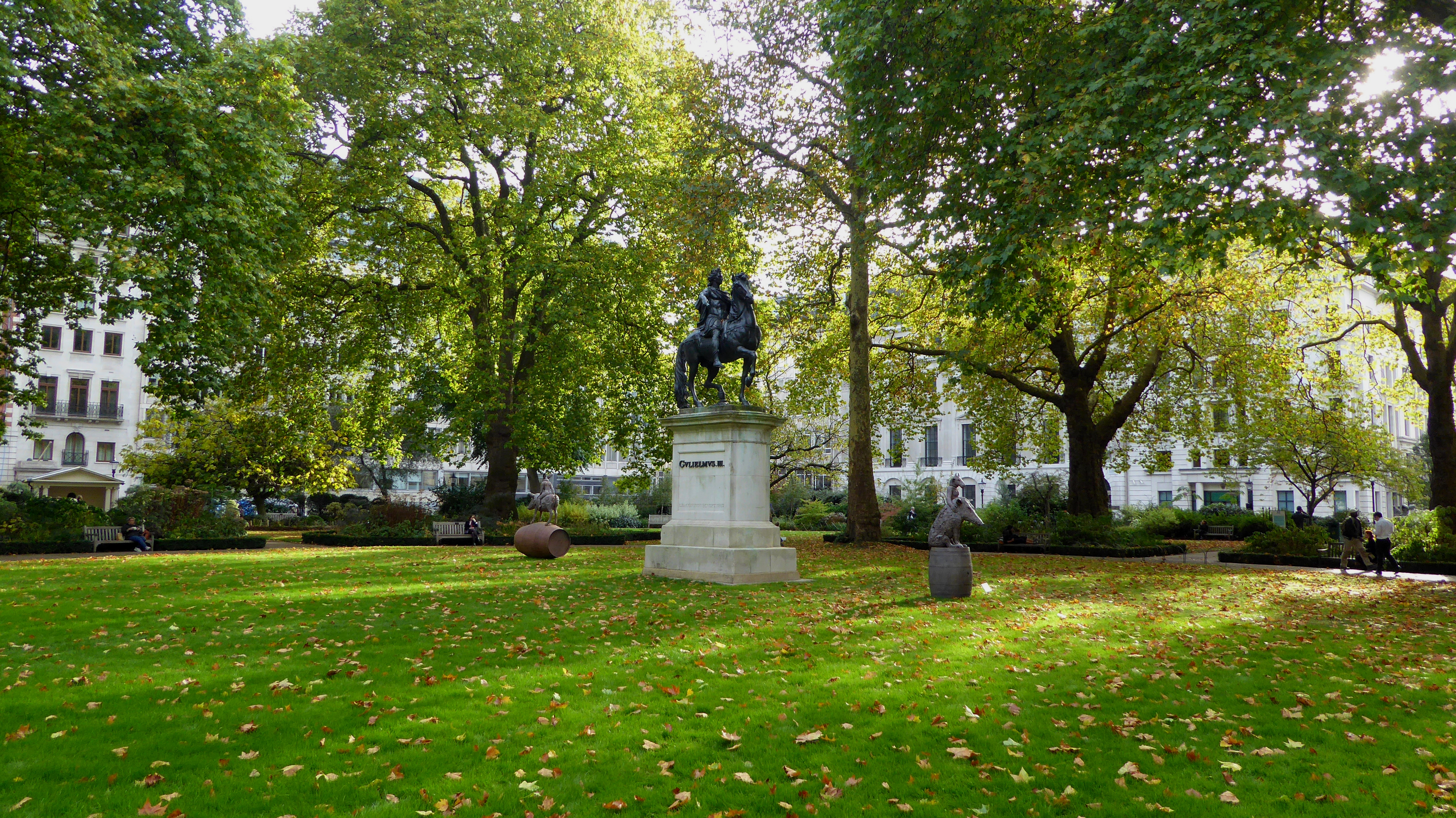
I giardini

I giardini al centro della piazza sono mantenuti e curati dal St James's Square Trust, che riceve il suo sostegno finanziario dai proprietari degli edifici. Il Trust venne istituito dal Saint James' Square: Rates Act del 1726 (12 Geo. 1 c. 25), che autorizzava i proprietari a taassarsi per "pulire, adornare e abbellire" la piazza: questo fu il primo statuto approvato per regolare una piazza di Londra, ed è l'unico ancora in funzione senza modifiche. I giardini sono normalmente aperti al pubblico nei giorni feriali, dalle 7:30 alle 16:30, ma sono chiusi a chiave e accessibili solo ai liberi proprietari e ai residenti negli altri orari. Sono utilizzati occasionalmente come sede di mostre d'arte, matrimoni e altre funzioni.